# Punta Ferré
Punta Ferré ist eine Landspitze an der Ostküste der Renaud-Insel im Archipel der Biscoe-Inseln westlich der Antarktischen Halbinsel.
Argentinische Wissenschaftler benannten sie. Der weitere Benennungshintergrund ist nicht überliefert.